# Коупленд (Канзас)
Коупленд (англ. Copeland) — місто (англ. city) в США, в окрузі Грей штату Канзас. Населення — 251 особа (2020).

## Географія
Коупленд розташований за координатами 37°32′26″ пн. ш. 100°37′45″ зх. д. / 37.54056° пн. ш. 100.62917° зх. д. (37.540488, -100.629115).  За даними Бюро перепису населення США в 2010 році місто мало площу 0,66 км², уся площа — суходіл.

## Демографія
Згідно з переписом 2010 року, у місті мешкало 310 осіб у 112 домогосподарствах у складі 87 родин. Густота населення становила 471 особа/км².  Було 130 помешкань (198/км²).
Расовий склад населення:
| - 96,1 % — білих - 1,6 % — чорних або афроамериканців - 0,3 % — корінних американців - 1,9 % — осіб інших рас |

До двох чи більше рас належало 0,0 %. Частка іспаномовних становила 5,2 % від усіх жителів.
За віковим діапазоном населення розподілялося таким чином: 30,3 % — особи молодші 18 років, 56,5 % — особи у віці 18—64 років, 13,2 % — особи у віці 65 років та старші. Медіана віку мешканця становила 37,3 року. На 100 осіб жіночої статі у місті припадало 118,3 чоловіків;  на 100 жінок у віці від 18 років та старших — 100,0 чоловіків також старших 18 років.
Середній дохід на одне домашнє господарство  становив 62 956 доларів США (медіана — 56 875), а середній дохід на одну сім'ю — 72 019 доларів (медіана — 71 875). Медіана доходів становила 48 750 доларів для чоловіків та 36 000 доларів для жінок. За межею бідності перебувало 8,2 % осіб, у тому числі 9,7 % дітей у віці до 18 років та 4,3 % осіб у віці 65 років та старших.
Цивільне працевлаштоване населення становило 155 осіб. Основні галузі зайнятості: сільське господарство, лісництво, риболовля — 23,2 %, освіта, охорона здоров'я та соціальна допомога — 21,9 %, будівництво — 17,4 %.